# Georgina Brackenbury
Pour les articles homonymes, voir Brackenbury.
Georgina "Ina" Agnes Brackenbury (1er juillet 1865 – 27 juillet 1949) est une peintre et suffragette britannique. Elle est emprisonnée pour avoir manifesté pour les droits des femmes. Elle suit la voie d'Emmeline Pankhurst en devenant plus militante (et perd d'anciens collègues). Brackenbury est l'une des porte-parole d'Emmeline Pankhurst, dont le portrait qu'elle a peint a été acheté par son comité commémoratif pour la nation.

## Biographie
Georgina Brackenbury est née à l'Académie royale militaire de Woolwich. Son père, le général Charles Booth Brackenbury, ancien correspondant du Times durant la Guerre austro-prussienne de 1866, est directeur de l'école d'artillerie. Sa mère, Hilda Branckenbury, est membre du Women's Social and Political Union à partir de 1907. Georgina et les autres enfants sont élevés à domicile par Flora Shaw, cousine par alliance de la famille et future journaliste. En 1890, la famille s'installe à Kensington après la mort de son père. Ses parents ont des intérêts artistiques et en 1888 Georgina va à Slade School of Fine Art, où elle se spécialise dans les portraits comme le suggère Hubert von Herkomer. Avec le temps sa sœur Marie Brackenbury suit le même chemin militant.
Georgina peint principalement à la maison, mais elle a également loué un studio. En 1894, elle crée un portrait de Harold Dillon (en), 17e Vicomte Dillon, qui fut le président des Trustees de la National Portrait Gallery. Elle expose dans des galeries londoniennes, notamment à la Royal Academy. Sa mère s'intéresse aux droits des femmes et rejoint en 1907 la Women's Social and Political Union (WSPU) de plus en plus radicale. Georgina et Marie ont rapidement rejoint la WSPU et ont transformé leurs studios à Holland Park en salles de classe où elles pouvaient former les femmes au discours public.

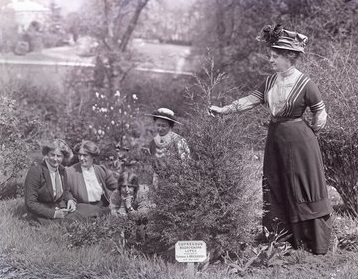
Charlotte Marsh, Laura Ainsworth, Annie Kenney, Mary Blathwayt et Georgina Brackenbury au Suffragette's Rest.

Georgina et Marie sont condamnées à six semaines de prison après avoir rejoint une action de la WSPU à la Chambre des communes. C'est le « raid pantechnicon » quand un fourgon de meubles (pantechnicon) a été utilisé comme cheval de Troie pour amener vingt suffragettes aux Communes. Georgina et sa sœur Mary se joignent aux nombreuses personnes qui essayèrent de se précipiter dans le vestibule. La police surprise qui met les femmes au sol alors qu'elles se hâtent d'approcher des portes.
L'emprisonnement de Georgina Brackenbury et de sa sœur Mary leur permet de planter un arbre commémoratif dans le Suffragette's Rest à Somerset le 22 juillet 1910. Le "Suffragette's Rest" est le surnom de la maison de Mary Blathwayt à Eagle House où ses parents accueillent les suffragettes à leur sortie de prison et plantent un arbre pour chaque membre de la WSPU condamnée à une peine de prison. M. Blathwayt commémore les plantations d'arbres en prenant des photos.

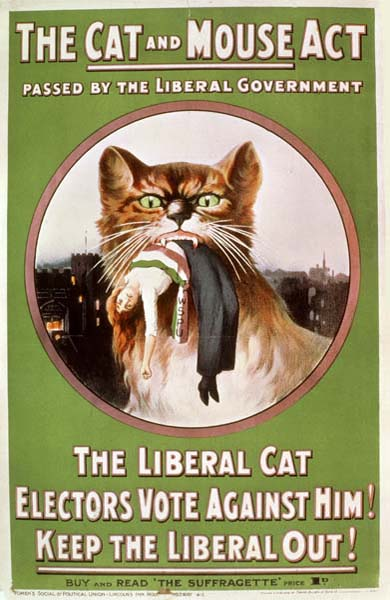
Affiche du Cat and Mouse Act.

Le studio de Brackenbury est également devenu une maison de récupération pour les prisonnières qui ont été alimentées de force, puis relâchées en vertu du Cat and Mouse Act, avant d'être de nouveau arrêtées lorsqu'elles s'étaient un peu rétablies. et auquel le mouvement fait référence sous le nom du « Mouse's Castle » (« Château de la Souris »).
Georgina aurait informé Christabel Pankhurst qu'elle a entendu qu'un responsable policier avait reçu instruction par le gouvernement de ne pas laisser les suffragettes être traitées comme des prisonniers « politiques ». Son studio d'art, qu'il a partagé avec sa sœur, Marie, au 2 Camden Hill Square, est le lieu secret pour la militante de la WSPU Marion Wallace Dunlop pour révéler les plans de campagne des militantes à de nouvelles recrues en février 1912.
En 1912, sa mère, Hilda Brackenbury, est arrêtée pour avoir brisé des fenêtres. Sa mère a déclaré que deux de ses fils ont été tués en Inde en service actif alors qu'elle-même a peu de droits politiques pour voter. Sa mère reste huit jours en détention provisoire et quatorze jours en prison en dépit de ses 80 ans. Sa mère est convoquée au London Pavilion quand elle est libérée en avril 1912.
Georgina Brackenbury meurt à l'hôpital de St Mary Abbot (en) de Kensington, en 1949, et sa maison du 2 Camden Hill Square, à Holland Park, est léguée à un groupe qui a fourni des clubs et hébergement d'auberge pour les femmes de plus de trente ans (la Over Thirties Association, fondée 1934). La bourse Suffragette a marqué la maison avec une plaque qui indique: «Le trio Brackenbury était si sincère et serviable pendant toutes les premières années vigoureuses du mouvement de suffrage militant. Nous nous rappelons d'elles avec honneur". Plusieurs de ses portraits sont exposés à la National Portrait Gallery, dont une peinture d'Emmeline Pankhurst qui a été achetée par le comité commémoratif de Pankhurst. Une plaque émaillée des femmes de Brackenbury comprenant une image d'une femme dans une scène de prairie naturelle, libérée de chaînes par Ernestine Mills (en) est exposée au musée de Londres.